# Lingua tsoa
La lingua tsoa è una lingua parlata nell'Africa sudoccidentale, appartenente alla famiglia delle lingue khoisan; è considerata parte del gruppo delle lingue khoe-kwadi, ramo settentrionale delle lingue khoisan. La lingua è conosciuta con diversi altri nomi (hiechware, kua-tsua, chware, tshwa, sarwa, sesarwa; haitshuari; hietshware; hiotshuwau; hiochuwau; tshuwau; chuwau, gabake-ntshori, gǁabake, masarwa, tati, kwe-etshori, kwee, kwe, kwe-tshori, haitshuwau).
Il tsoa viene parlato da circa 6.500 persone, prevalentemente pastori o cacciatori/raccoglitori stanziati nella parte nordorientale del Botswana e nello Zimbabwe. La lingua tsoa viene anche considerata come parte di un unico cluster insieme con la lingua kua.
Il tsoa è una lingua tonale ed è contraddistinta (come tutte le lingue khoisan) dalla presenza di numerose consonanti clic, prodotte facendo schioccare la lingua contro il palato o contro i denti.